# My Little Pony: Equestria Girls – Rollercoaster of Friendship
My Little Pony: Equestria Girls – Rollercoaster of Friendship (bra: My Little Pony: Equestria Girls: Montanha-russa da Amizade; prt: My Little Pony: Equestria Girls – A Montanha-Russa da Amizade) é uma série animada como especial de televisão estadunidense e canadense de 2018, baseado na franquia do mesmo nome, da websérie Digital Series e um spin-off da série animada de My Little Pony: A Amizade É Mágica da Hasbro. Considerado o segundo especial de uma hora. O especial tem 44 minutos de duração e a sequência de My Little Pony: Equestria Girls – Forgotten Friendship. Nos Estados Unidos, foi exibido no dia 6 de julho de 2018 no canal Discovery Family, como parte de seu bloco de programação "Summer Surprises". Este especial foi transformado como websérie, que contém uma temporada de 5 episódios. A websérie foi exibida no dia 31 de agosto de 2018, no canal da Hasbro no YouTube. No Brasil e em Portugal, foi exibida também no dia seguinte. Na Netflix, foi exibido em 13 de dezembro de 2018 no Brasil.

## Enredo
O especial introduz a personagem Vignette Valencia, uma garota empreendedora e muito popular na web, que chamada para supervisionar um importante desfile, assume Rarity como figurinista do evento. A situação cria tensão entre Rarity e Applejack, que chega ao clímax quando o último descobre que Vignette, vem por acaso na posse da magia do Equestria, está usando seu smartphone para substituir os outros protagonistas em hologramas. Depois de encontrar e libertar suas amigas, Applejack e as meninas recorrem ao poder de suas gemas para transformar e parar Vignette, que vai se arrepender de sua conduta.

## Produção
O especial foi ao ar como parte do evento "Summer Surprises" do Discovery Family e adicionado ao aplicativo Discovery Family GO! exibido em 8 de julho de 2018.
De acordo com o diretor Ishi Rudell, a transição de Rarity para um pônei de pelúcia foi uma adição de última hora.

## Episódios
| N° | Título | Dirigido por | Escrito por    | Exibição original  | Exibição no YouTube                           |
| --- | --- | ------------ | -------------- | ------------------ | --------------------------------------------- |
| 1 | "All Bite & No Park" "Todos mordida e sem parque (BR) (PT)"                                               | Ishi Rudell  | Nick Confalone | 6 de julho de 2018 | 31 de agosto de 2018 1 de setembro de 2018    |
| A Equestria Land está aberta para negócios e Rarity teve a sorte de conseguir um emprego de verão como figurinista principal da Light Parade! Mas espere, isso fica ainda melhor! Seu chefe e novo BFF não é outro senão celebridade de mídia social, Vignette Valência.                                                                             | |              |                |                    |                                               |
| 2 | "Frenemy Request" "Pedido de frenemy (BR) (PT)"                                                           | Ishi Rudell  | Nick Confalone | 6 de julho de 2018 | 7 de setembro de 2018 8 de setembro de 2018   |
| Rarity começa a sentir a pressão de seu novo emprego quando ela tem que preparar vários figurinos para o show. Enquanto isso, Vignette convence as Mane 7 a se apresentar no desfile de abertura mais tarde naquela noite, mas quando Fluttershy hesita em aparecer como uma garota má no palco, Vignette tira uma foto dela em um celular especial. | |              |                |                    |                                               |
| 3 | "Applejack Investigates - Part 3" "Applejack Investiga - 3 Parte (BR) Applejack Investiga - Parte 3 (PT)" | Ishi Rudell  | Nick Confalone | 6 de julho de 2018 | 14 de setembro de 2018 15 de setembro de 2018 |
| Applejack começa a se preocupar quando ela percebe que Fluttershy está faltando, mas o resto das Mane 7 está envolvido com a emoção do parque temático. Applejack eventualmente percebe que Vignette tem usado mágica para fazer seus amigos desaparecerem, mas será que alguém acreditará em suas acusações contra uma estrela da mídia social?     | |              |                |                    |                                               |
| 4 | "Captured Images - Part 4" "Imagens capturadas - 4 Parte (BR) Imagens capturadas - Parte 4 (PT)"          | Ishi Rudell  | Nick Confalone | 6 de julho de 2018 | 21 de setembro de 2018 22 de setembro de 2018 |
| As coisas estão ficando loucas e caóticas com apenas uma hora antes do desfile começar! Sunset Shimmer se junta a Applejack em suspeitar de Vignette de jogo sujo, mas quando eles tentam desafiar Vignette, mais das Mane 7 desaparece depois de um flash!                                                                                          | |              |                |                    |                                               |
| 5 | "No Filter - Part 5" "Sem filtro - 5 Parte (BR) Sem filtro - Parte 5 (PT)"                                | Ishi Rudell  | Nick Confalone | 6 de julho de 2018 | 28 de setembro de 2018 29 de setembro de 2018 |
| Sunset Shimmer, Rainbow Dash, Fluttershy, Pinkie Pie e Sci Twi tentam ganhar o controle de sua situação, mas acabam discutindo. Rarity finalmente vê Vignette como a causa de todos os problemas e pede desculpas a Applejack. Será que as Mane 7 vão conseguir descobrir como se reconectar e parar a Vignette a Tempo?                             | |              |                |                    |                                               |